# اداره (مجموعه تلویزیونی بریتانیایی)
اداره (انگلیسی: The Office) یک مجموعه تلویزیونی بریتانیایی در سبک مستندنما و کمدی موقعیت است که توسط بی‌بی‌سی دو در ۹ ژوئیه ۲۰۰۱ پخش شد. این مجموعه توسط ریکی جرویز و استیون مرچنت ساخته، نوشته و کارگردانی شده‌است. این مجموعه زندگی روزانه کارمندان شرکت کاغذ تخیلی ورنهم هاگ، شعبه اسلاو، انگلستان را نشان می‌دهد. جرویز همچنین خود در مجموعه نقش دیوید برنت را بازی کرده‌است.
دو فصل هشت قسمتی و ۲ قسمت ویژه کریسمس نیز ساخته شده‌است. زمانی که این مجموعه اولین بار پخش شد، نمرات آن پایین بود اما به مرور زمان بالاتر رفت و به یکی از موفق‌ترین سریال‌های کمدی بریتانیایی تبدیل شد. این مجموعه همچنین برروی بی‌بی‌سی جهانی و بی‌بی‌سی آمریکا نیز پخش شد.